# أوزوبولو
أوزوبولو هي أكبر مدينة في ولاية أنامبرا ، نيجيريا . إنه المقر الرئيسي لمنطقة الحكومة المحلية إكووسيجو .
يوجد في المدينة مكتب بريد رسمي. البلدات المجاورة لها هي ننيوي ، اوكبور ، ايهميستا ، و اورافيت . الدين الأصلي هو اومينان. بعد الاستعمار ، اعتنق الكثيرون المسيحية ، لكن الكثيرين يحترمون اومينان . تضم المدينة أربع مجتمعات رئيسية: أماكوا ، وإيجبيما ، وإزيورا ، ونزا. كان أكبو جدًا.

## أشخاص بارزون من أوزوبولو
- الزعيم جيروم أودوجي (إيغوي أوزولوهونو من أرض إيغبو شرق نيجيريا ، صاحب وسام بابوي ، محام ، خبير اقتصادي ، فاعل خير ، مؤلف وتكنوقراط.
- زباي مايكل ممثل نيجيري ، منتج أفلام.